# Байсангуров, Хасан Увайсович
Хасан Ува́йсович Байсангу́ров (род. 14 июня 1997; Самашки, Чечня, Россия) — российский боксёр-профессионал чеченского происхождения, выступающий в первой средней (до 69,85 кг) и в средней (до 72,6 кг) весовых категориях. Среди профессионалов интерконтинентальный чемпион по версии WBA (2018) и претендент на титул чемпиона мира по версии WBA (2019) в среднем весе.

## Профессиональная карьера
Дебютировал на профессиональном ринге 14 сентября 2013 года, одержав победу единогласным решением судей над украинцем Алексеем Козловым (0-1).
4 мая 2018 года в Баку (Азербайджан) победив единогласным решением судей (счёт: 116—112, 119—109, 116—112) опытного аргентинца Гуидо Николаса Питто (25-4-1), завоевал вакантный титул чемпиона по версии WBA Inter-Continental в среднем весе.

### Чемпионский бой с Робом Брантом
15 февраля 2019 года в Хинкли (США) состоится бой Хасана Байсангурова с чемпионом мира по версии WBA в среднем весе американцем Робом Брантом (24-1).

## Статистика боёв
В таблице перечислены результаты всех поединков боксёров.
В каждой строке указан результат поединка. Дополнительно номер поединка обозначен цветом, который обозначает итог поединка. Расшифровка обозначений и цветов представлена в нижеследующей таблице.
| Пример | Расшифровка                     |
| ------ | ------------------------------- |
|        | Победа                          |
|        | Ничья                           |
|        | Поражение                       |
|        | Планируемый поединок            |
|        | Поединок признан несостоявшимся |
| КО     | Нокаут                          |
| ТКО    | Технический нокаут              |
| PTS    | Решение судей (по очкам)        |
| UD     | Единогласное решение судей      |
| MD     | Решение большинства судей       |
| SD     | Раздельное решение судей        |
| RTD    | Отказ от продолжения боя        |
| DQ     | Дисквалификация                 |
| NC     | Поединок признан несостоявшимся |

| Бой | Рекорд | Дата            | Соперник                     | Место проведения                         | Результат         | Примечание |
| --- | ------ | --------------- | ---------------------------- | ---------------------------------------- | ----------------- | --- |
| 19  | 18-1   | 10 августа 2019 | Илья Харламау (9-5)          | Caribbean Club, Киев, Украина            | KO 1 (8), 2:18    | |
| 18  | 17-1   | 15 февраля 2019 | Роб Брант (24-1)             | Grand Casino, Хинкли, Миннесота, США     | TKO 11 (12), 1:42 | Бой за титул чемпиона мира по версии WBA (1-я защита Бранта) в среднем весе.                                                      |
| 17  | 17-0   | 2 октября 2018  | Пол Валенсуэла мл. (23-7)    | Дворец Спорта, Киев, Украина             | UD (12)           | Счёт: 117-111, 117-111, 119-110. Защитил титул чемпиона по версии WBA Inter-Continental (1-я защита Байсангурова) в среднем весе. |
| 16  | 16-0   | 4 мая 2018      | Гуидо Николас Питто (25-4-1) | Дворец Спортивных Игр, Баку, Азербайджан | UD (12)           | Счёт: 116-112, 119-109, 116-112. Завоевал вакантный титул чемпиона по версии WBA Inter-Continental в среднем весе.                |
| 15  | 15-0   | 2 декабря 2017  | Лаша Гургулиани (14-5)       | УДС Крылья Советов, Москва, Россия       | TKO 5 (10), 1:38  | |
| Бой | Рекорд | Дата            | Соперник                     | Место проведения                         | Результат         | Примечание |

## Семья
- Увайс Байсангуров — отец и тренер;
- Хусейн Байсангуров — старший брат;
- Заур Байсангуров — двоюродный брат;
- Саламбек Байсангуров — двоюродный брат;